# Mahlog
Lo Stato di Mahlog (indicato talvolta come Mahilog o Mehlog) fu uno stato principesco del subcontinente indiano.

## Storia
Lo stato di Mahlog venne fondato nel 1183 ed i suoi regnanti iniziarono il loro governo da Kalka (Haryana) dove Mohamad Gauri venne attaccato e perciò costretto a spostarsi nell'area di Mahlog. Lo stato aveva inizialmente 193 villaggi ed una vasta area boschiva, ma al termine della sua esistenza contava già 300 villaggi. Era uno degli stati più grandi tra gli Stati delle colline del Punjab. Soggetto allo stato di Bilaspur nel corso del XVIII secolo, dal 1803 al 1815 venne occupato dai gurkha del Nepal. Divenne in seguito un protettorato britannico, cessando di esistere quando il British Raj venne abolito e venne proclamata l'indipendenza dell'India nel 1947.

## Regnanti
Lo stato di Mahlog aveva per regnanti dei rajput della dinastia Suryavanshi. I regnanti dello stato avevano il titolo di thakur.

### Thakur
| ....             | 1801              | Nahar Chand                       | (m. 1801)              |
| 1801             | 1803              | Sansar Chand (1ª volta) (m. 1849) |                        |
| 1803             | 1815              | occupato dal Nepal                |                        |
| 1815             | 1849              | Sansar Chand (2ª volta) (s.a.)    |                        |
| 1849             | 1880              | Dhalip Chand                      | n. 1829 – m. 1880)     |
| 16 maggio 1880   | 16 settembre 1902 | Raghunath Chand                   | (n. 1861/66 – m. 1902) |
| 1902             | 16 dicembre 1934  | Durga Chand                       | (n. 1898 – m. 1934)    |
| 16 dicembre 1934 | 15 agosto 1947    | Narindar Chand                    | (n. 1921 – m. 2011)    |
| 16 dicembre 2011 |                   | Lalitender Chand                  |                        |

## Galleria d'immagini

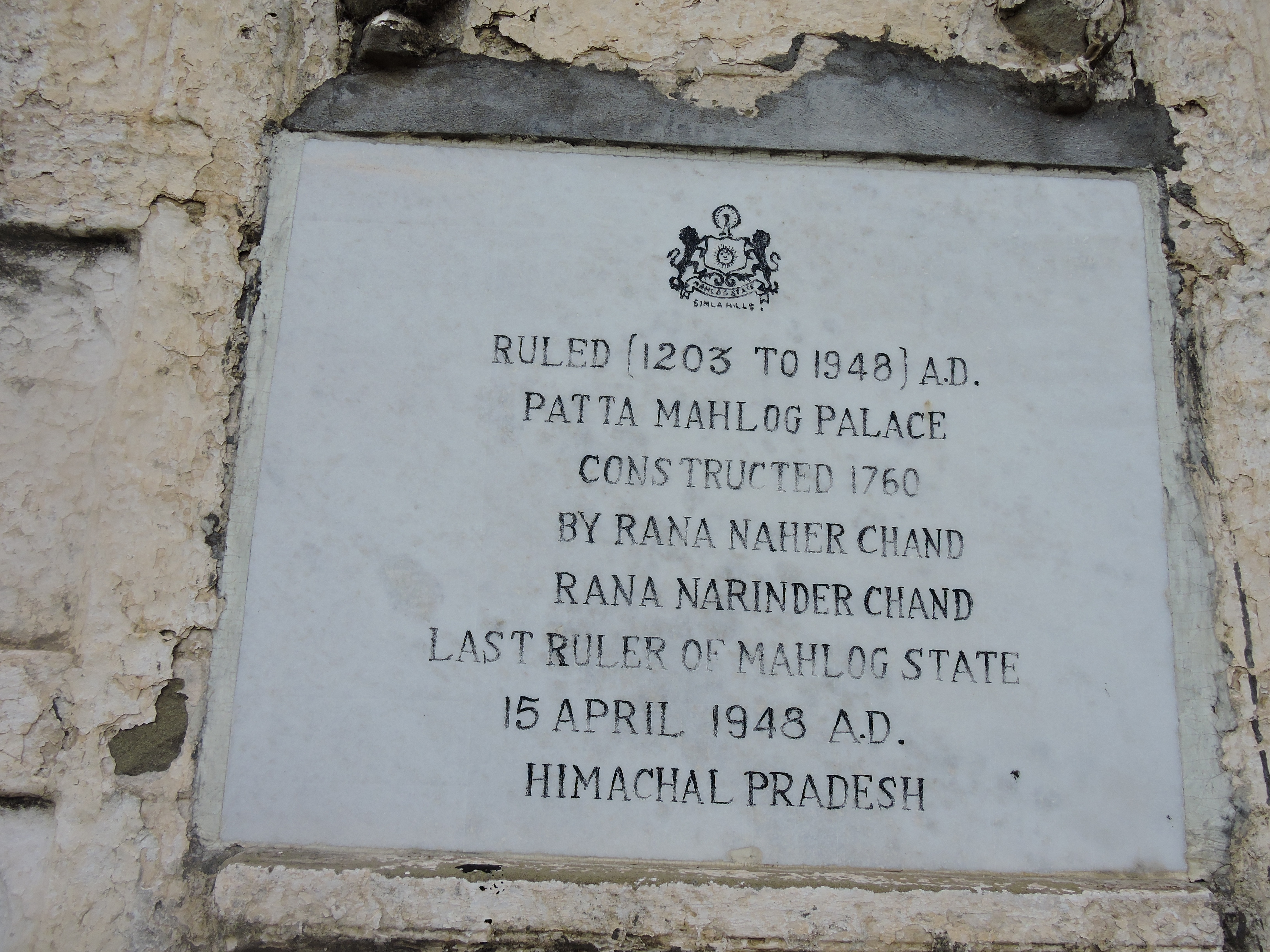
Placca che ricorda la fondazione del palazzo e del forte dello stato di Mahlog
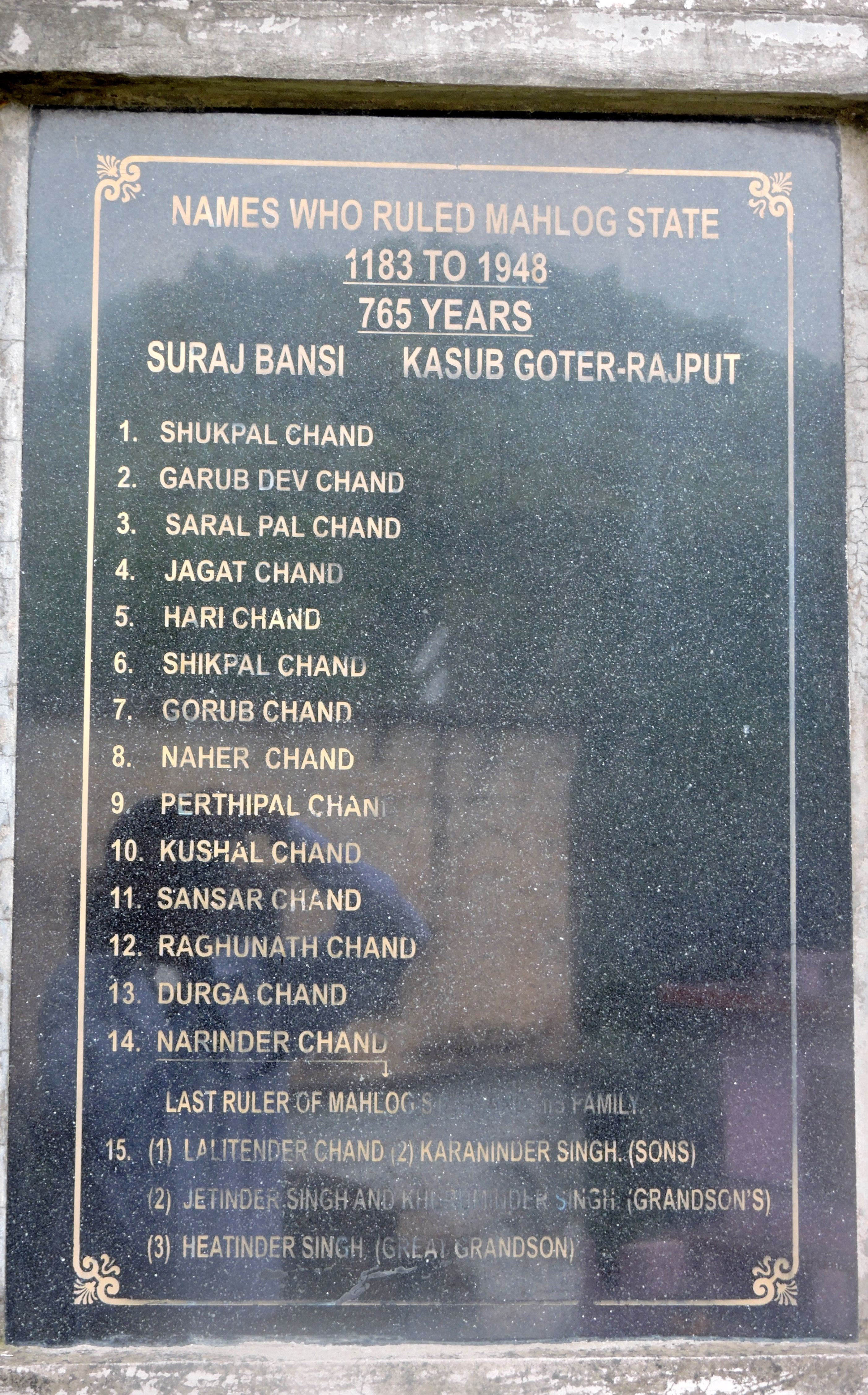
Placca coi regnanti dello stato di Mahlog
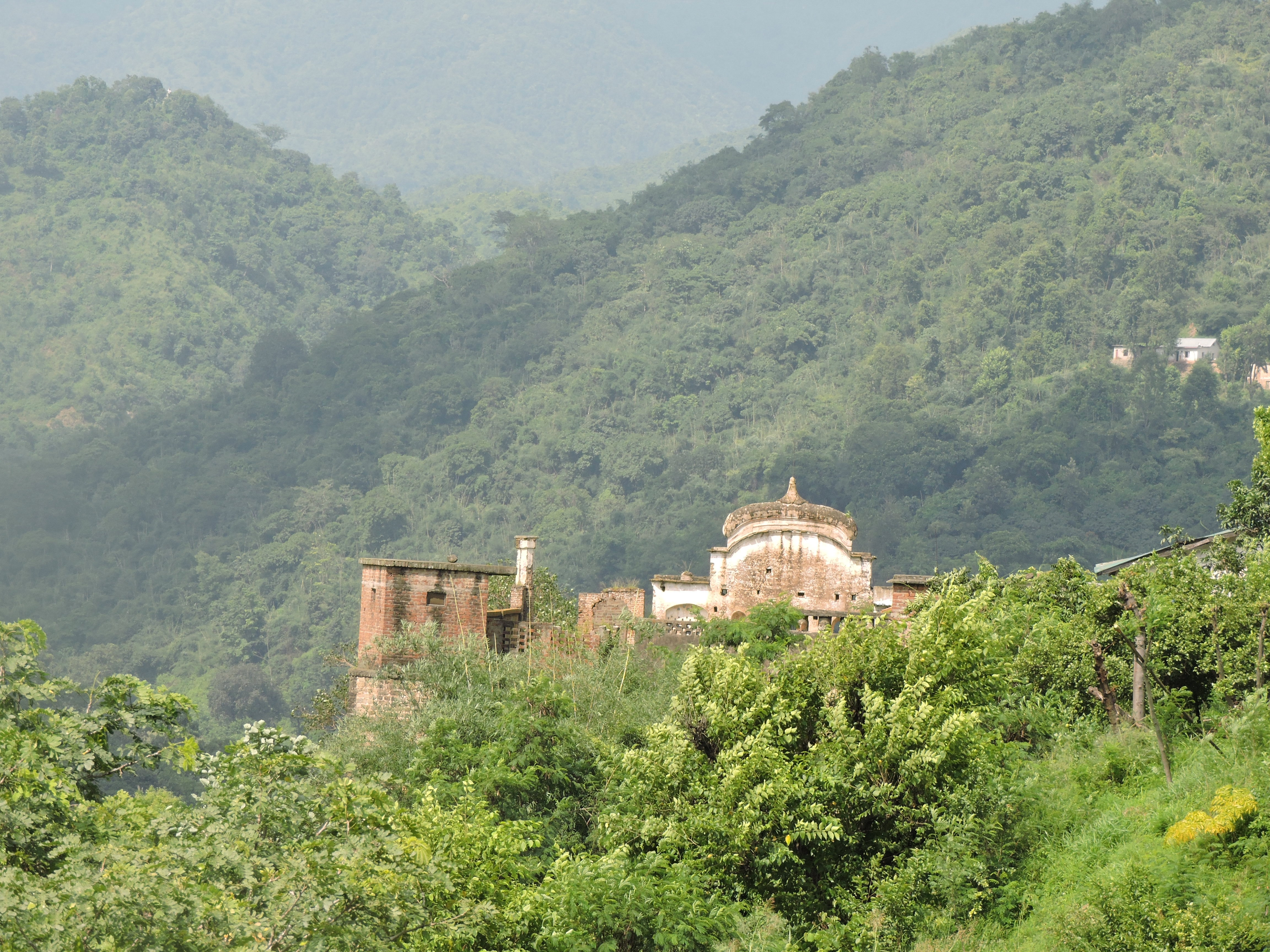
Veduta del palazzo e del forte di Mahlog
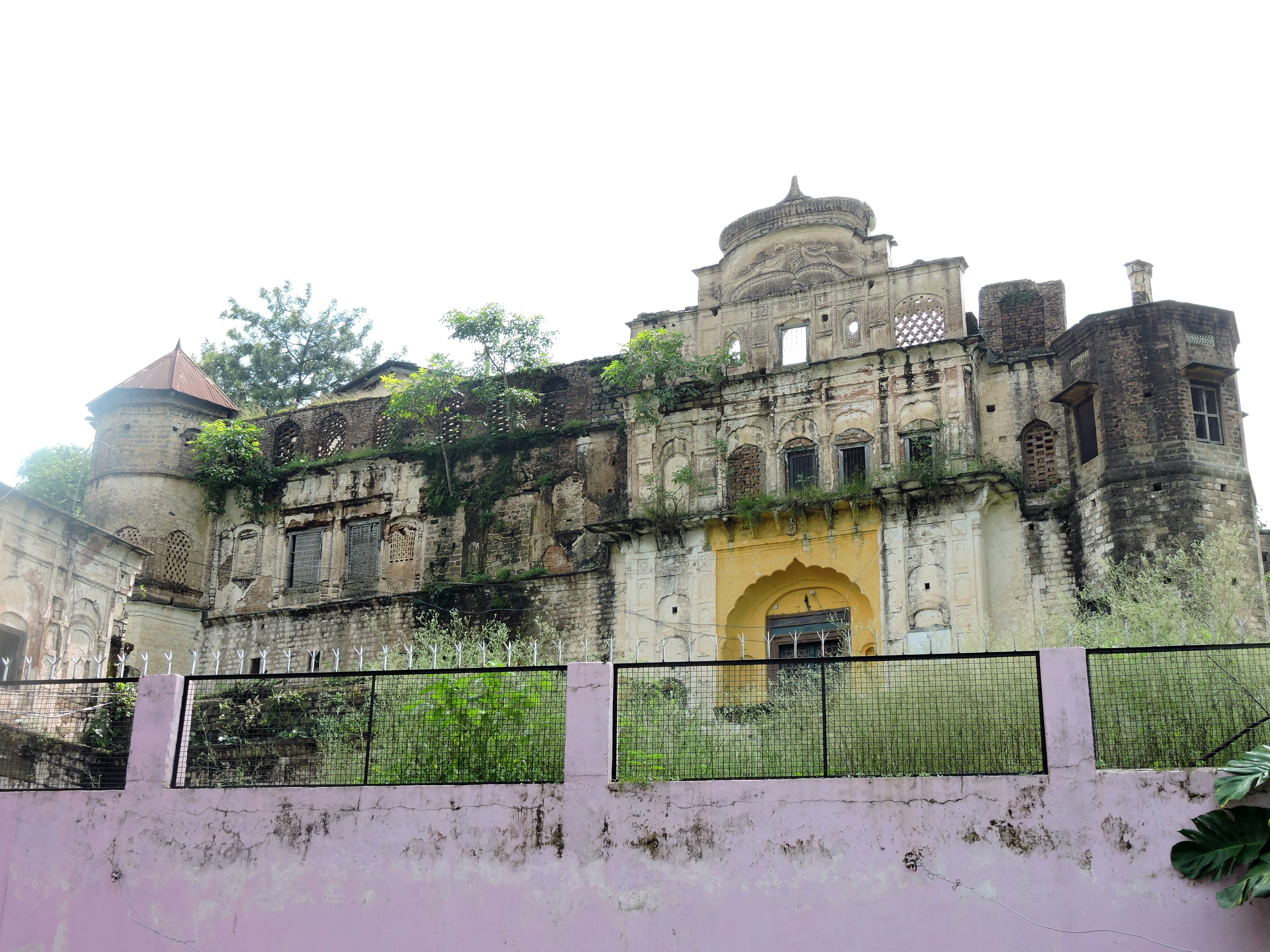
Il palazzo ed il forte di Mahlog
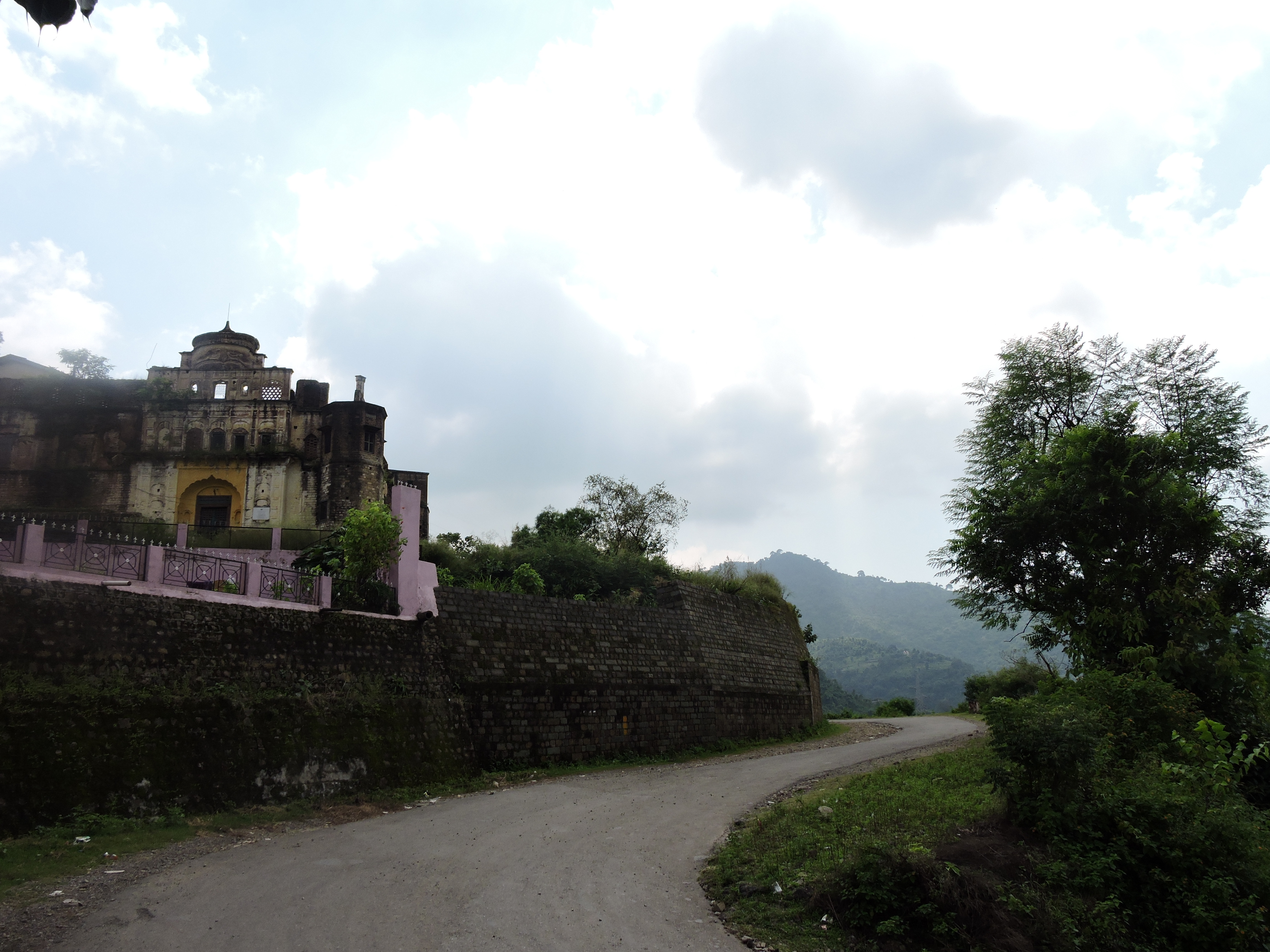
Il Palazzo di Mahlog
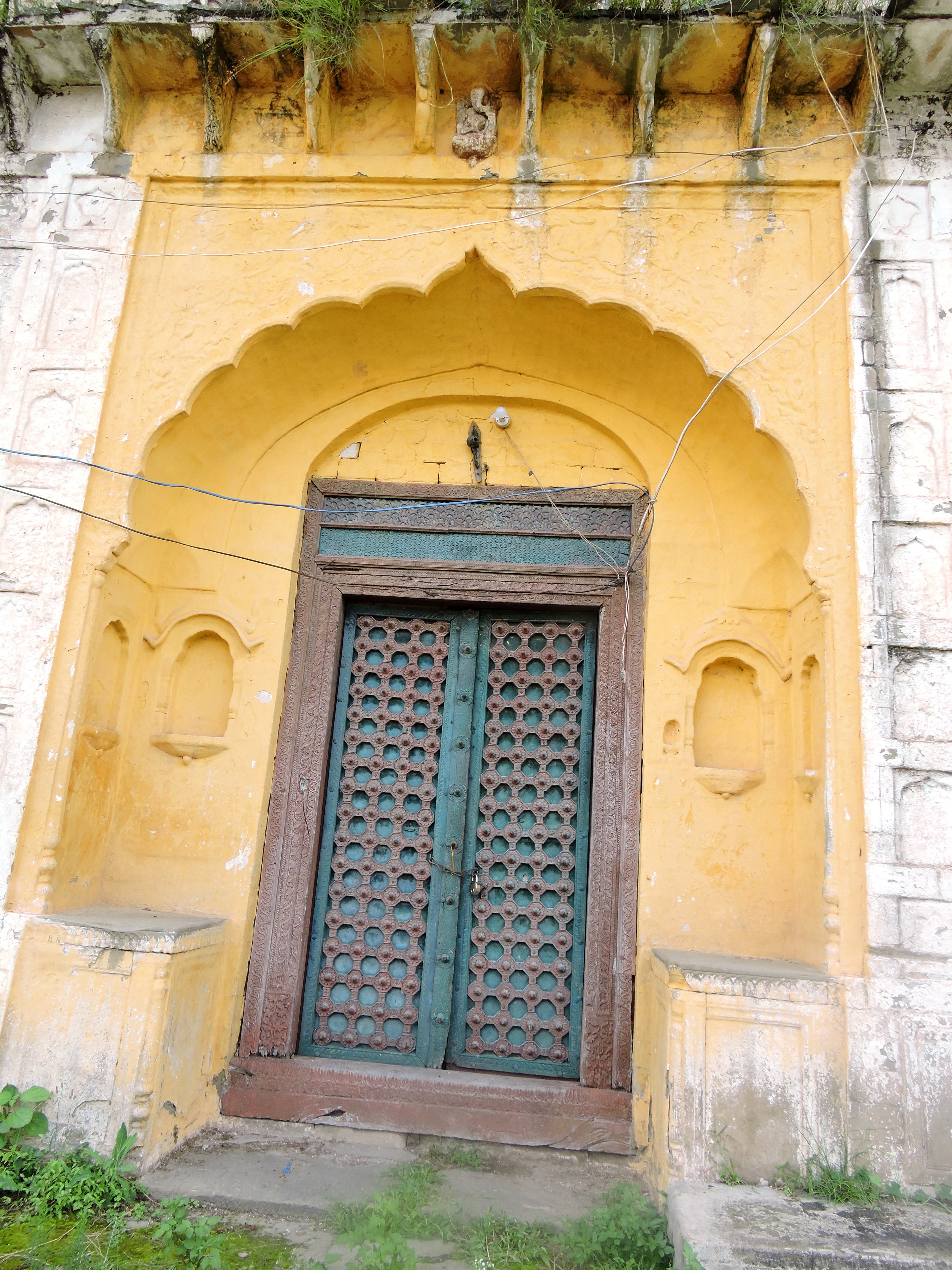
Particolare del portale d'ingresso al palazzo
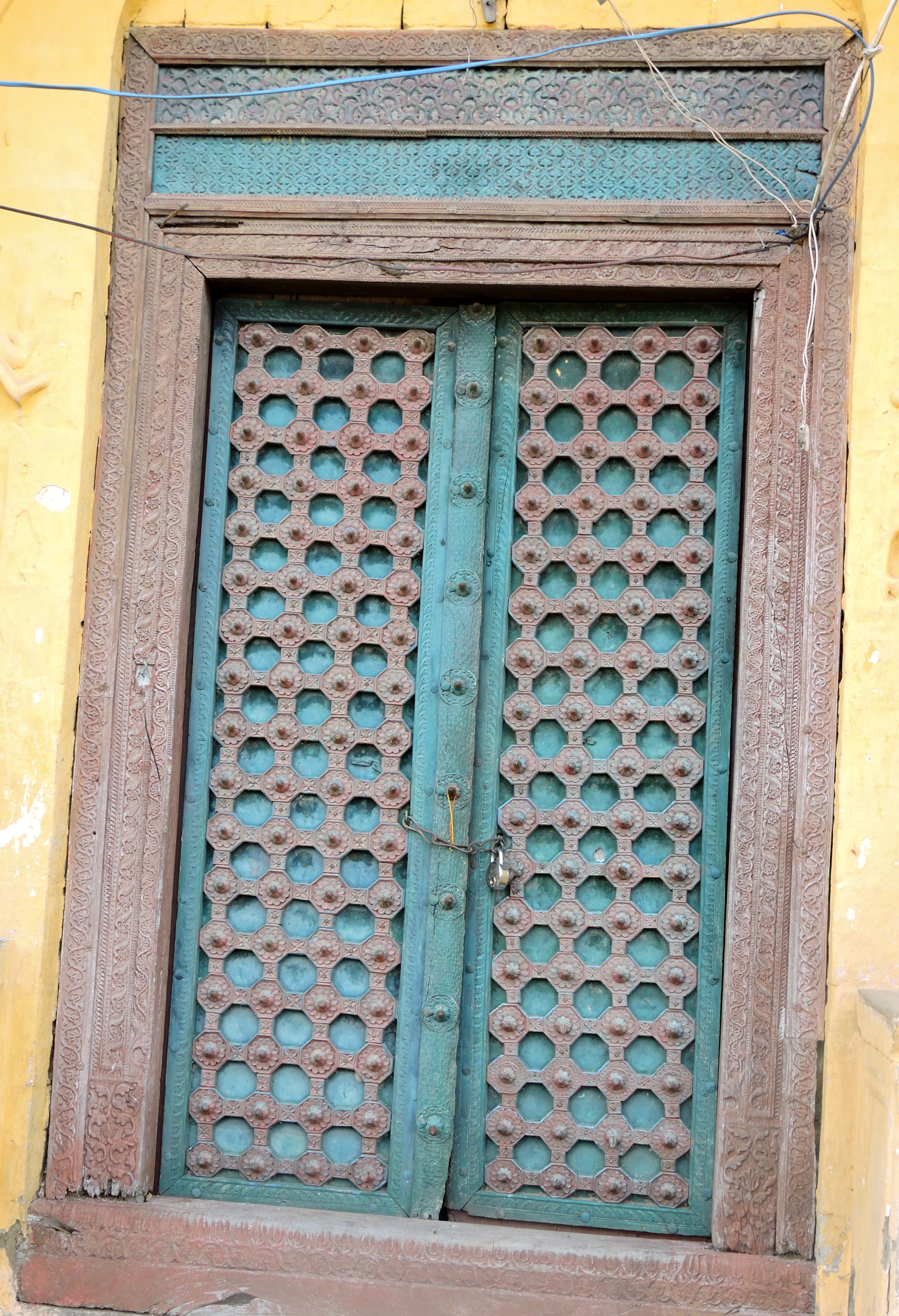
Intagli sulla porta d'ingresso del palazzo
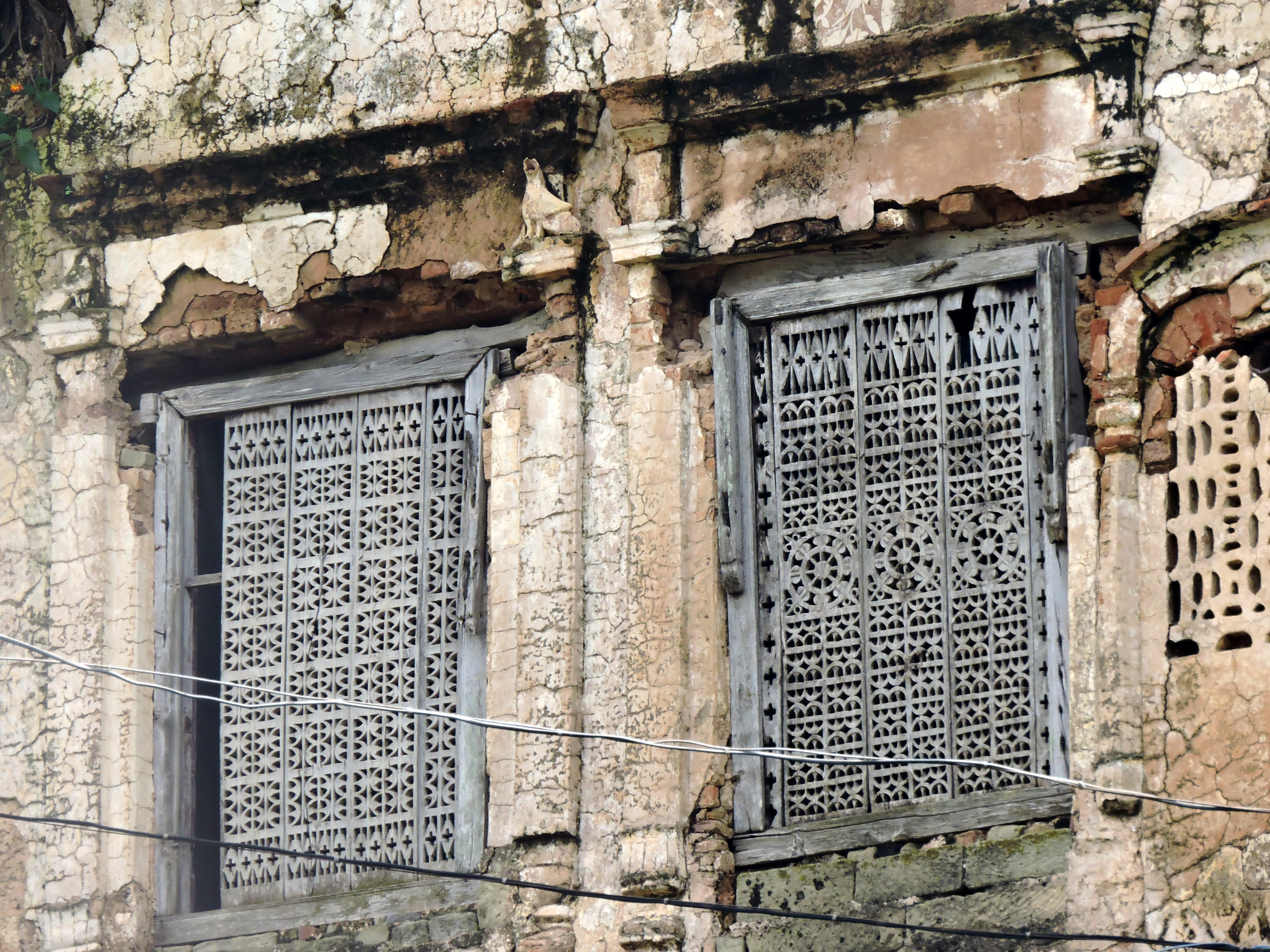
Particolare degli intagli
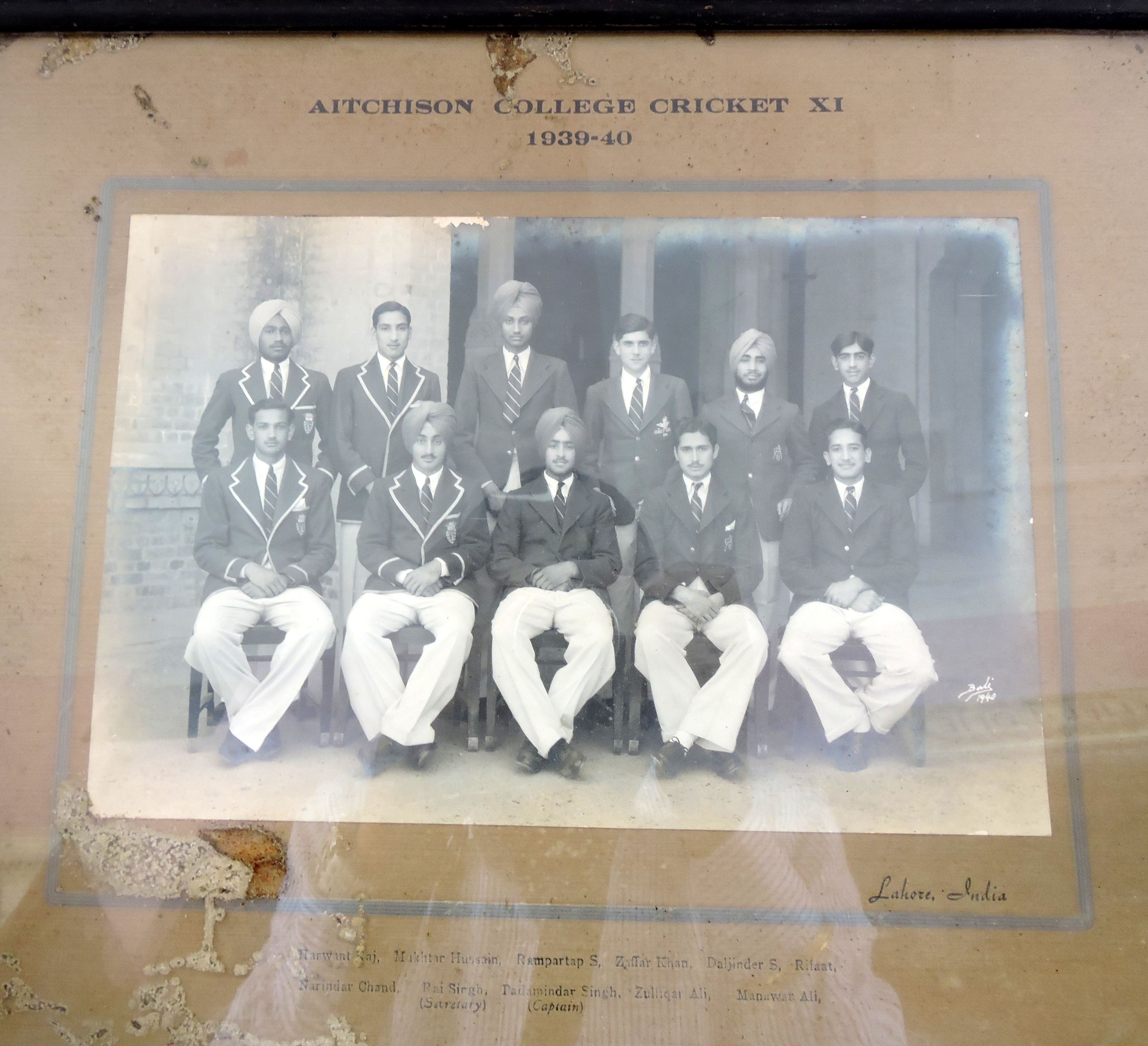
Foto del rana Narinder Chand all'Aitchison College Lahor (il primo della seconda fila), ultimo regnante nello stato di Mahlog.